# Roeleveen
Roeleveen is een buurtschap en een poldergebied op de grens van de gemeenten Zoetermeer en Den Haag in de Nederlandse provincie Zuid-Holland: het ligt deels in het westen van de gemeente Zoetermeer en deels in het oosten van de gemeente Den Haag. Het deel tussen de Roeleveenseweg, de Zoetermeerse Rijweg, de A12 en de spoorlijn (Erasmuslijn) ligt op het grondgebied van Den Haag. Een groot deel bestaat uit een diep zoetwatermeer in de vorm van een dubbele driehoek, met een oppervlakte van 11 hectare.
Het gebied ligt op ongeveer 4 meter onder NAP. In de middeleeuwen tot aan de 18e eeuw werd hier turf gestoken, waardoor het gebied steeds natter werd. Eind 18e eeuw werd het drooggelegd om er boerenland van te maken. De buurtschap Roeleveen omvat ongeveer tien huizen (waaronder een 19e-eeuwse boerderij met de status van gemeentelijk monument) met ongeveer twintig inwoners. In het midden van de twintigste eeuw is een groot deel van het gebied uitgegraven om zand te winnen voor de aanleg van de A12. 

## Meetstation
In de daardoor ontstane, diepe waterplas is in de jaren 1950 een drijvend gebouw op een vlot aangelegd, een akoestisch meetstation van TNO voor proefnemingen met sonar. In 1958 werd een radarmeetfaciliteit toegevoegd, bestaande uit een verstelbaar onderwaterplatform in het midden van de plas en een twintig meter hoge vakwerkstalen toren op de oever. Er werd onder meer onderzoek gedaan voor de stealth-eigenschappen van de peroscoop en elektronsche masten van onderzeeboten van de Koninklijke Marine van de Dolfijn-, Walrus- en Zwaardvisklasse.
Het huidige sonarmeetstation dateert uit 1961. Het bestaat uit een vlot met werkhuis en daarop een stalen mast (een 13 meter hoge vakwerkhijskolom) en is via een smalspoorbrug verbonden met de oever. Voor onderzoek konden er objecten met een maximaal gewicht van 5 ton mee te water worden gelaten tot een diepte van 17,5 meter. In 1994 is het meetstation buiten gebruik gesteld, maar het is evenals het onderwaterplatform en de vakwerktoren nog in de oude vorm aanwezig. Het 'huis in het water' is nu in gebruik bij de plaatselijke hengelvereniging.
Als poldergebied behoort Roeleveen tot het noordelijke deel van de Polder van Nootdorp.

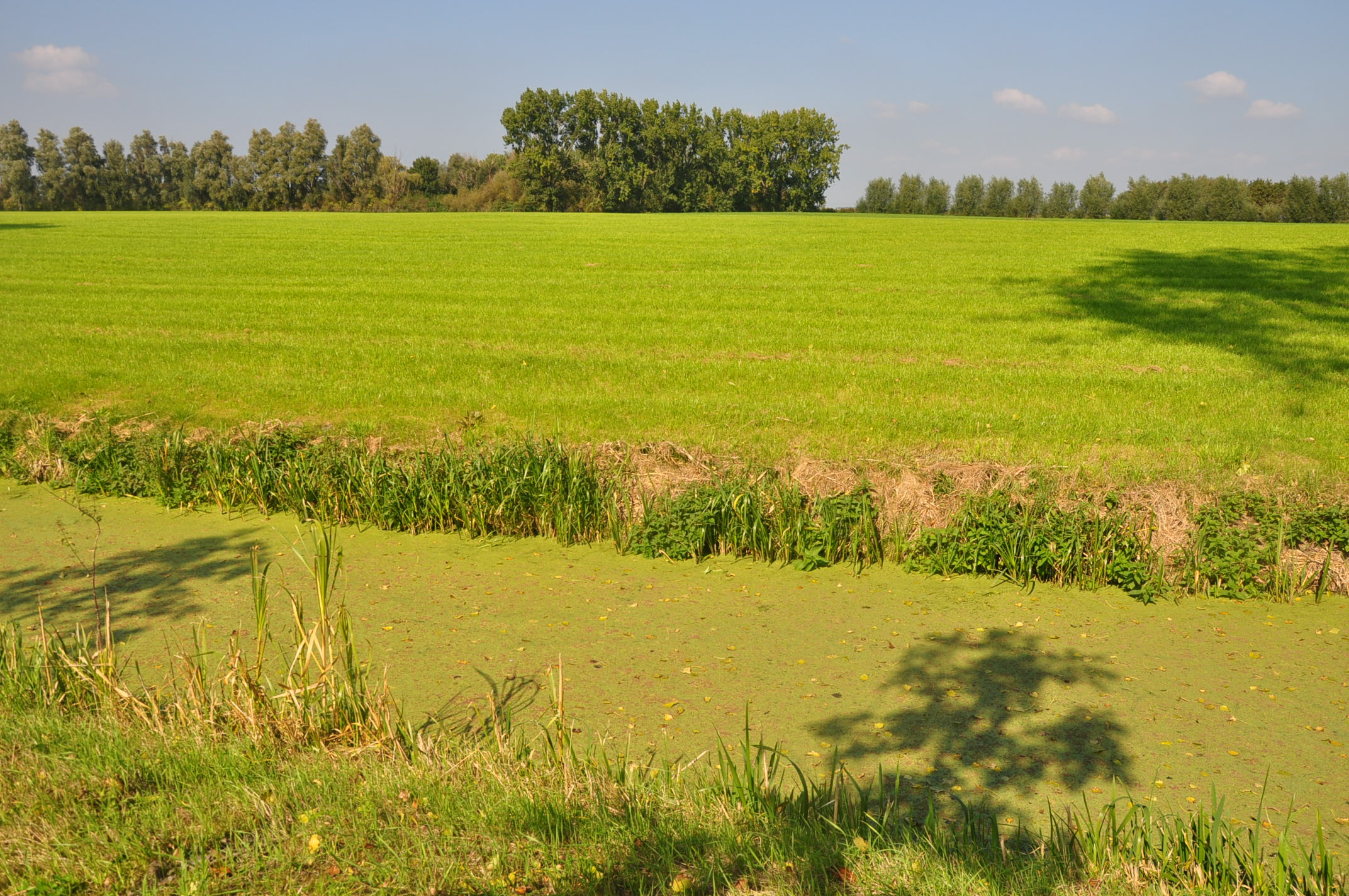
Polder in het Zoetermeerse deel van Roeleveen

Stad: Zoetermeer    Buurtschap: Roeleveen

Zuid-Holland: Steden en dorpen    Nederland: Provincies · Gemeenten